# 第1空降軍團 (德意志國防軍)
第1空降集团军（德語：1. Fallschirm-Armee）成立于1944年9月，由30,000人组成。
它的第一任指挥官是德国国防军的空降兵先驱庫爾特·斯圖登特大將。在盟军的市场花园行动中，斯圖登特的部队推迟了盟军在荷兰南部的进攻。这30,000名士兵可能是当时德国唯一的战备后备部队。然而集团军中很少的单位或人员是真正的伞兵。
随后斯圖登特被转移到东线，1944年11月18日，第1空降集团军的指挥权移交给了在帝國森林之戰中对抗加拿大第1集团军的空降兵上将阿爾弗雷德·施勒姆。
加拿大第1集团军和威廉·胡德·辛普森中将率领的美国第9集团军将施勒姆的部队压缩成莱茵河西岸韦塞尔的一个小桥头堡。1945年3月10日，第1空降集团军的后卫撤离了他们的桥头堡，摧毁了他们身后的桥梁。11天后，施莱姆在哈尔滕指挥所的空袭中受伤，1945年3月20日，指挥权移交给了君特·布卢门特里特步兵上将。